# Šartovac
Šartovac falu Horvátországban, Sziszek-Monoszló megyében. Közigazgatásilag Kutenyához tartozik.

## Fekvése
Sziszek városától légvonalban 33, közúton 49 km-re keletre, községközpontjától 6 km-re északra, a Monoszlói-hegység déli lejtőin, a Kutinica-patak partján fekszik.

## Története
1773-ban az első katonai felmérés térképén „Dorf Sartovacz” néven szerepel. A településnek 1857-ben 189, 1910-ben 355 lakosa volt. Belovár-Kőrös vármegye Krizsi, majd Kutenyai járásához tartozott. 1918-ban az új szerb-horvát-szlovén állam, majd később Jugoszlávia része lett. A II. világháború idején a Független Horvát Állam része volt. A háború után a béke időszaka köszöntött a településre, enyhült a szegénység és sok ember talált munkát a közeli városokban. A délszláv háború előestéjén lakosságának 83%-a horvát nemzetiségű volt. 1991. június 25-én a független Horvátország része lett. A településnek 2011-ben 380 lakosa volt.

## Népesség
| Lakosság változása | Lakosság változása | Lakosság változása | Lakosság változása | Lakosság változása | Lakosság változása | Lakosság változása | Lakosság változása | Lakosság változása | Lakosság változása | Lakosság változása | Lakosság változása | Lakosság változása | Lakosság változása | Lakosság változása | Lakosság változása |
| ------------------ | ------------------ | ------------------ | ------------------ | ------------------ | ------------------ | ------------------ | ------------------ | ------------------ | ------------------ | ------------------ | ------------------ | ------------------ | ------------------ | ------------------ | ------------------ |
| 1857               | 1869               | 1880               | 1890               | 1900               | 1910               | 1921               | 1931               | 1948               | 1953               | 1961               | 1971               | 1981               | 1991               | 2001               | 2011               |
| 189                | 188                | 212                | 234                | 340                | 355                | 375                | 465                | 478                | 495                | 449                | 445                | 471                | 450                | 433                | 380                |